# Mérindade de Tudela
La mérindade de Tudela (Tuterako merindadea en basque ou Merindad de Tudela en espagnol) est une mérindade au sud de la Navarre. La capitale est Tudela et comprend la majeure partie de la région de la Ribera. Elle est traversée par l'Èbre.
Elle est composée de 23 municipalités, couvre une superficie de 1526,7 km² et comptait 97 457 habitants en 2014.

## Géographie

### Localisation
La mérindade de Tudela est entourée au nord par la mérindade de Sangüesa et la mérindade d'Olite, à l'ouest par la province de La Rioja et au sud et à l'est par Cinco Villas, dans la  province de Saragosse.

### Environnement naturel
A l'est de la mérindade se trouvent les Bardenas Reales, une réserve de biosphère. C'est un paysage désertique aride composé de collines ("cabezos").

## Municipalités
Ablitas, Arguedas, Barillas, Buñuel, Cabanillas, Boîte, Carcastillo, Cascante, Castejón, Cintruénigo, Corella, Cortes, Fitero, Fontellas, Fustiñana, Mélida, Monteagudo, Murchante, Ribaforada, Tudela , Tulebras, Valtierra et Villafranca.

## Économie
Grâce au canal de Lodosa et des Bardenas, l'approvisionnement en eau est élargi pour soutenir l'agriculture de la Ribera, qui est la principale activité économique. Les fruits du verger comprennent, entre autres, les asperges navarraises.
Le vin d'Appellation d'Origine de Navarre, bien que certaines municipalités reçoivent l' Appellation d'Origine de La Rioja est un produit économique important. 
L'industrie est centré principalement dans les domaines de la vinification, de l'huile et de la mise en conserve.